# Canariomys bravoi
Rat géant de Tenerife
Espèce
Canariomys bravoi ou rat géant de Tenerife est une espèce éteinte de rongeurs endémique à l'île de Tenerife (Îles Canaries, Espagne). 
La plupart des fossiles datent du Pléistocène. Ils ont été trouvés dans toute l'île, en particulier dans les cheminées volcaniques.

## Description
Cette espèce pouvait atteindre 1 kg ou plus. Il pouvait faire 1,14 m de long queue comprise, avec un crâne de 7 cm de long.
Une étude scientifique publiée en 2012 a comparé les espèces Canariomys bravoi avec des rongeurs arboricoles actuels comme Phloeomys cumingi, le rat géant de l'île de Luzon aux Philippines. L'étude a révélé que, parmi les traits distinctifs de C. bravoi sont les griffes qui poussent presque de la même façon dans les membres antérieurs et postérieurs. Aussi, la longueur de ses pieds est plus grande que la longueur de ses mains, ce qui évoque une forme intermédiaire entre les rats et les souris arboricoles et Phloeomys. Canariomys bravoi était un rongeur fort et puissamment musclé capable de se déplacer et de creuser sur différents substrats du sol aux arbres.